# Mats Tidstrand
Mats Jonny Tidstrand, ogift Lindquist, född 22 mars 1965 i Kristianstads Heliga Trefaldighets församling i Kristianstads län, är en svensk företagsledare.
Mats Tidstrand var verksam vid Eniro under 20 år, först som säljare och därefter som försäljningsmarknadschef i Stockholm. Efter några år som verkställande direktör för Lokalmedia medföljde han 2012 vid uppköp till Hall Media (då Hallpressen),  innefattande bland annat Jönköpings-Posten, SmT-Gruppen, Värnamo Nyheter och Västgöta-Tidningar, där han 2013 blev företagsmarknadschef och 2016 verkställande direktör.
Han var 2016–2023 ordförande för Jönköpings Södra IF.
Mats Tidstrand är sedan 1993 gift med Lena Tidstrand (född 1969) och har tre barn, Jesper Tidstrand (född 1992), Viktor Tidstrand (född 1994) och Olivia Tidstrand (född 1997).